# Hộp nhạc

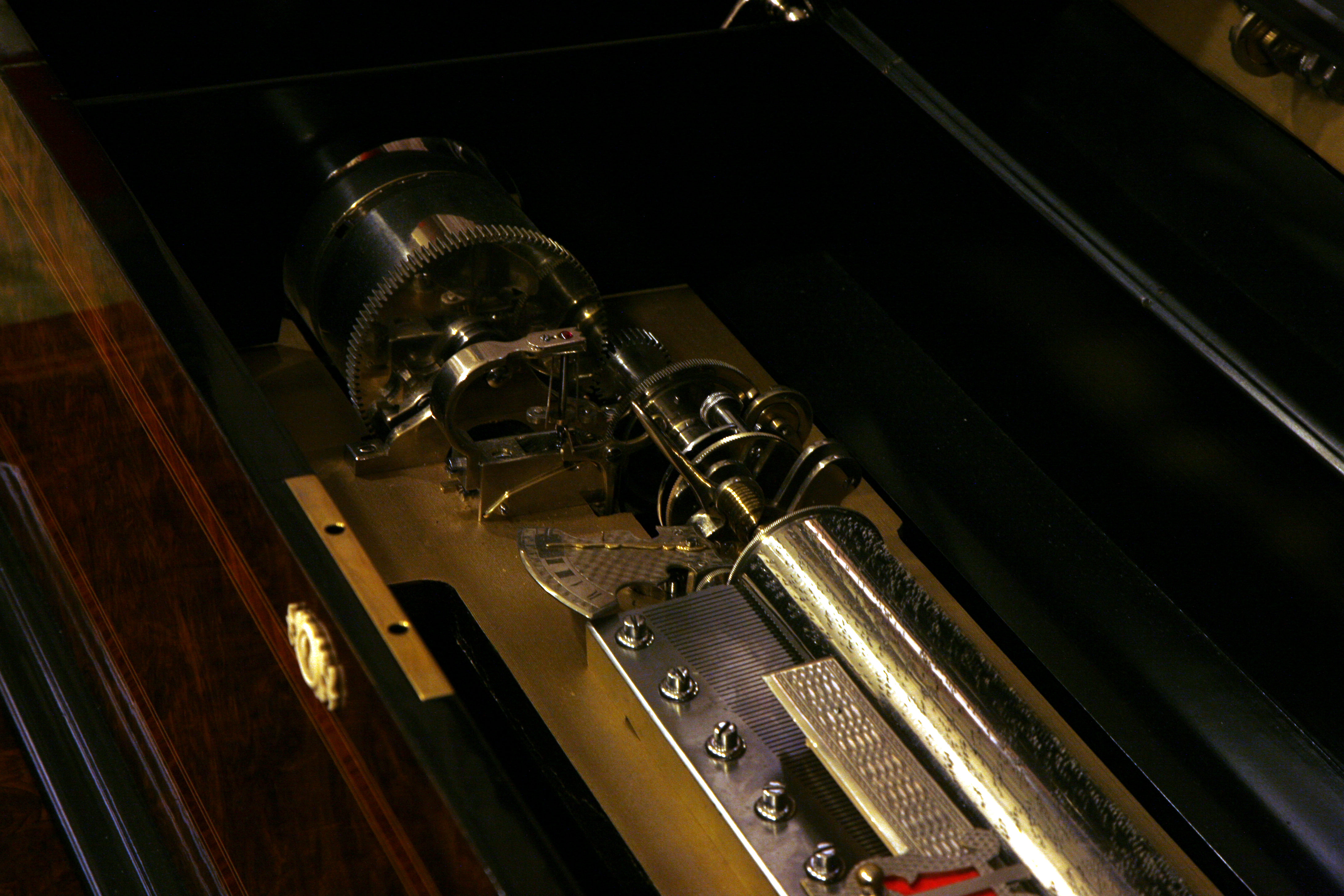
Một hộp nhạc

Hộp nhạc (tiếng Anh: music box) là một nhạc cụ thường sử dụng vào thế kỷ 19, nó có thể tự động phát ra âm thanh bằng cách sử dụng một bộ trục đặt trên một trục quay hoặc đĩa nhạc để gảy những bánh răng âm thanh của một chiếc lược thép đặt trong hộp nhạc. Hộp nhạc được cải tiến từ những hộp thuốc lá có thể phát ra nhạc vào thế kỷ 18 và được gọi là carillons à musique. Một số hộp nhạc có kết cấu phức tạp hơn cũng có một cái trống nhỏ bên trong và một chuông nhỏ, thêm vào là một cái lược kim loại. Đặc biệt âm thanh phát ra từ hộp nhạc không giống bất kỳ loại nhạc cụ nào khác (mặc dù nó thường được miêu tả có những chỗ có âm sắc giống như đàn mbira, một loại nhạc cụ của người châu Phi).

## Lịch sử

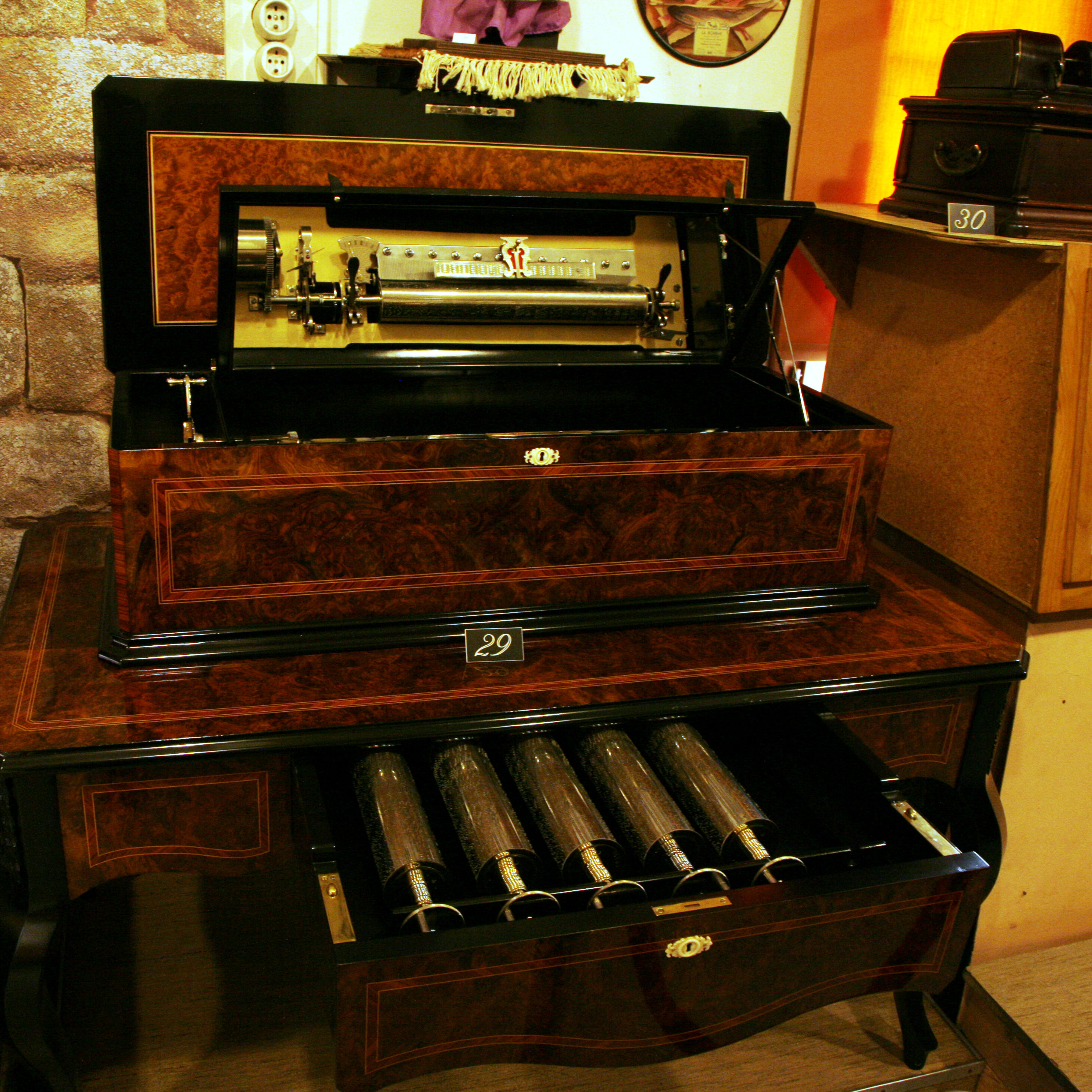
Một loại hộp nhạc bàn, với 6 trục quay thay thế cho nhau.

Hộp nhạc ban đầu rất nhỏ bé, có thể nhét vừa vào túi áo vét của đàn ông. Sau này, hộp nhạc có thể có bất kỳ kích cỡ nào từ một cái hat-box (hộp nhạc thông thường) đến một hộp nhạc lớn có thể làm trang trí nội thất. Mặc dù đa số hộp nhạc thường dùng làm vật trang trí để bàn. Chúng cũng được trang bị thêm đồng hồ và được sản xuất bởi các nghệ nhân làm đồng hồ. Vào thế kỷ 19, phần lớn các sản phẩm hộp nhạc được sản xuất tại Thụy Sĩ, dựa vào truyền thống sản xuất đồng hồ có chất lượng tại đây. Nhà máy hộp nhạc đầu tiên được khai trương vào năm 1815 bởi Jérémie Recordon và Samuel Junod. Cũng có một vài nhà sản xuất khác tại Bohemia và Đức. Cuối thế kỷ 19, một số nhà sản xuất châu Âu đã mở các nhà máy của họ tại Hoa Kỳ.
Trục quay thông thường làm từ kim loại và hoạt động nhờ lò xo. Một số mẫu hộp nhạc tốn kém hơn thì trục quay có thể được thay thế để thay đổi giai điệu, nhờ vào phát minh của Paillard vào năm 1862, được hoàn thiện bởi Metert tại Geneva vào năm 1879. Một số mẫu hộp nhạc đặc biệt thì có 4 lò xo, có thể phát nhạc liên tục trong 3 tiếng đồng hồ.

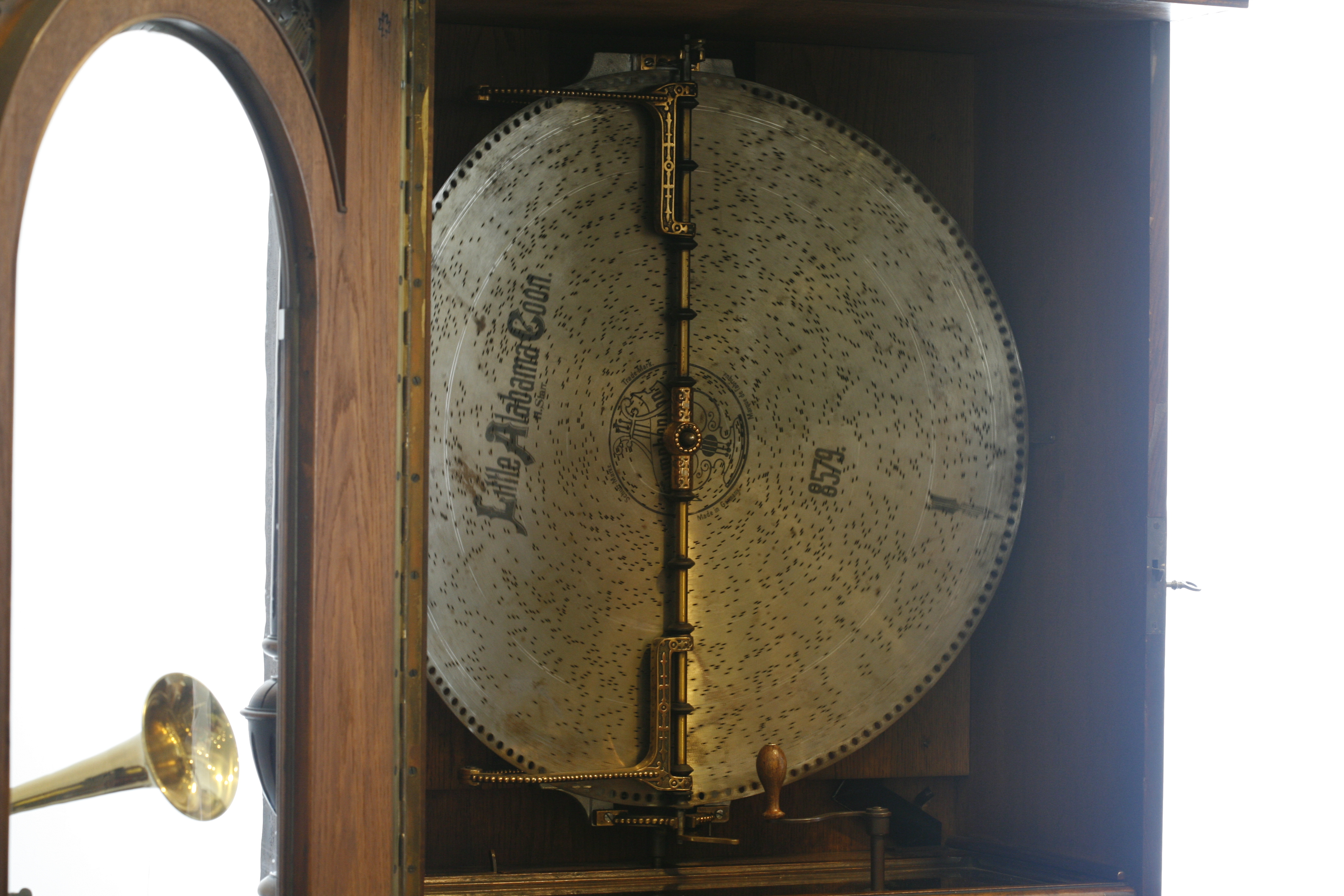
Hộp nhạc sử dụng đĩa kim loại.

## Liên kết mở rộng
- "Musical-box" . Encyclopædia Britannica (ấn bản thứ 11). 1911.
- Performance of Listen Thing and Pandora's Secret on a punched paper-tape controlled musical box (video)
- Musical Box Society International Glossary of Terms Lưu trữ ngày 10 tháng 1 năm 2006 tại Wayback Machine

### Những lưu trữ về hộp nhạc trong lịch sử
- Polyphon Music Box, made app. 1850
- Mira Music Box - Sammy 1903
- Mechanical Music Box - Auld Lang Syne
- Mechanical Music from Phonogrammarchiv of the Austrian Academy of Sciences

LP vinyl record: "The Concert Regina Music Box and the Symphonium" (1977, Nostalgia Repertoire Records - Sonic Arts Corporation, 665 Harrison Street, San Francisco Ca. 94107, Curator: Leo de Gar Kulka, Record No. RR 4771 Stereo.)